# France 24
France 24（フランス24、フランス語: France Vingt-quatre）は、フランスの国際ニュース専門チャンネルである。フランス語読みの転写は「フランス・ヴァン・カトル」。

## 概要
この放送局は、CNN、BBCワールドニュース、アルジャジーラなど国際的なニュース専門チャンネルが影響力を強める中で、フランス政府が「フランス的な価値観を世界に伝える」ために構想した。国内のテレビ局であるTF1とフランス・テレビジョンの合弁によって始められ、現在は政府所有の国際放送統括会社フランス・メディア・モンド社傘下である。当初計画ではChaine Française d'Information Internationale（CFII）という名称だったが、発音しにくいことからFrance 24と改められた。本社はパリ（Paris）のIssy-les-Moulineaux。
2006年12月6日20時29分（パリ時間）に、インターネットから放送が開始された。現在フランス語と英語とアラビア語の3チャンネルで放送されており、その内アラビア語チャンネルはパリ時間16:00-20:00の4時間のみアラビア語で、残りは英語での放送となっている。今後アラビア語放送を10時間に拡大予定。将来的にはスペイン語でも放送を行う予定。また、公式サイトはフランス語・英語・アラビア語で情報が提供されており、TVと同様のニュース・コンテンツを無料のライブストリーミングもしくはVODで見る事ができる。完全デジタルフォーマットで運営される初めてのニュース専門チャンネルとしての利点を活かし、TV・インターネット・モバイルでの視聴など、放送と通信の完全融合を実現している。
主に衛星・ケーブル・地上波デジタル放送網にて放送されているものの、当初の放送エリアはヨーロッパとアフリカ・中近東の他はニューヨークとワシントンの一部に限られるため、数年かけて北中南米・アジア太平洋地域など全世界に放送網を広げてゆく予定である。現在ヨーロッパで5,000万世帯、中近東・アフリカで2,600万世帯が視聴可能。公式サイトは全世界で月あたり300万人以上がアクセスしており、公式サイト以外でもYouTubeやDailymotionなど動画共有サイトでもコンテンツの配信を行っている。
2017年からポインター研究所の国際ファクトチェックネットワークに加盟している。